# Convolvulus cladotrichus
Convolvulus cladotrichus är en vindeväxtart som beskrevs av Carl Friedrich Philipp von Martius. Convolvulus cladotrichus ingår i släktet vindor, och familjen vindeväxter. Inga underarter finns listade i Catalogue of Life.